# Тарбагатай
Тарбагатай (на казахски: Тарбағатай; на китайски: 塔尔巴哈台山; на пинин: Tǎ'ěrbāhātái Shān) е планина в Централна Азия, на територията на Източен Казахстан (Източноказахстанска област) и Северозападен Китай (Синдзян-уйгурски автономен регион).
Планината се простира от запад на изток на протежение около 300 km и ширина до 55 km, между Зайсанската котловина на север и Балхаш-Алаколската котловина на юг. На изток чрез прохода Баймирза (1462 m) се свързва с планината Саур, а на запад – с най-източната част на Казахската хълмиста земя (хребета Чингизнау). Максимална височина – връх Тастау 2992,7 m) (47°11′18″ с. ш. 82°27′58″ и. д. / 47.188333° с. ш. 82.466111° и. д.), издигащ се в средната ѝ част, на казахстанска територия. Планината е изградена от шисти, варовици, пясъчници и гранити, като във варовиците широко са застъпени карстовите форми. Северните склонове са полегати, а южните стръмни. Билото е плоско, над което се издигат единични заоблени върхове, а склоновете са силно разчленени от дълбоки речни долини. От северните ѝ склонове водят началото си реките Аягуз, Каракол, Бугаз, Базар, Карабуга, Уласти, Еспе и др., а от южните – реките Урджар, Катансу, Емел със своите десни притоци и др. Долните части на склоновете ѝ са заети от полупустинни и степни ландшафти, а по долините на реките вирее дървесна растителност. Южните склонове, заети от степни ландшафти са съпроводени с храстова растителност. В южното подножие на планината, на китайска територия е разположен град Чугучак, а на казахстанска територия – селата районни центрове Маканчи и Урджар. Северното подножие е изцяло на казахстанска територия и тук се намират град Зайсан и селата районни центрове Акжар и Аксуат.